# Muzeum Olomoucké pevnosti
Muzeum Olomoucké pevnosti (Nederlands: Vestingmuseum van Olomouc) is een Tsjechisch museum in Olomouc. Het museum is gericht op de geschiedenis van de vestingwerken van Olomouc. In 2007 is de vereniging Muzeum Olomoucké pevnosti, z. s. opgericht, waarna die in 2011 haar expositie in het voormalige kruitmagazijn in het areaal Korunní pevnůstka Olomouc opende. In het areaal, waar vroeger het dorpje Závodí gelegen heeft, bevindt zich ook het museum Pevnost poznání.